# اسماجیک (صندوق‌لی)
اسماجیک (به ترکی استانبولی: Asmacık) یک منطقهٔ مسکونی در ترکیه است که در صندوق‌لی واقع شده‌است.